# 2012年杜拜網球錦標賽
2012年杜拜網球錦標賽是2012年ATP巡迴賽中的ATP500級別比賽和2012年WTA巡迴賽中頂級賽事。

## ATP參賽者

### 種子球員
| 國籍     | 球員                 | 世界排名1 | 種子排序 |
| -------- | -------------------- | --------- | -------- |
| 塞爾維亞 | 諾瓦克·喬科維奇      | 1         | 1        |
| 瑞士     | 羅傑·費德勒          | 3         | 2        |
| 英國     | 安迪·穆雷            | 4         | 3        |
| 法國     | 若-威爾弗裡德·特松加 | 6         | 4        |
| 捷克     | 托馬什·貝爾迪赫      | 7         | 5        |
| 美国     | 馬爾迪·菲什          | 8         | 6        |
| 塞爾維亞 | 揚科·蒂普薩雷維奇    | 9         | 7        |
| 阿根廷   | 胡安·馬丁·德爾波特羅 | 10        | 8        |

- 1 種子排序根據2012年2月20日ATP世界排名。

### 其他參賽球員
下列球員收到外卡進入會內賽：
- Omar Awadhy
- Sergei Bubka
- 馬可·喬科維奇

下列球員經由會外賽進入會內賽：
- 米夏埃爾·貝雷爾
- 馬爾科·丘迪內利
- 安德烈·戈盧別夫
- 盧卡斯·拉科

### 退賽球員
下列球員從會內賽名單中退出：
- 里夏爾·加斯凱 (因病退出)

## WTA參賽者

### 種子球員
| 國籍     | 球員                  | 世界排名1 | 種子排序 |
| -------- | --------------------- | --------- | -------- |
| 白俄羅斯 | 維多利亞·阿扎倫卡     | 1         | 1        |
| 捷克     | 佩特拉·克維托娃       | 3         | 2        |
| 丹麦     | 卡羅琳·沃茲尼亞奇     | 4         | 3        |
|          | 薩曼莎·斯托瑟         | 5         | 4        |
| 波蘭     | 阿格涅什卡·拉德萬斯卡 | 6         | 5        |
| 法國     | 瑪麗昂·巴托莉         | 7         | 6        |
| 義大利   | 弗蘭切斯卡·斯基亞沃內 | 11        | 7        |
| 塞爾維亞 | 耶萊娜·揚科維奇       | 13        | 8        |
| 德国     | 薩比娜·利斯基         | 14        | 9        |

- 1 種子排序根據2012年2月13日WTA世界排名。

### 其他參賽球員
下列球員收到外卡進入會內賽：
- Fatma Al Nabhani
- 莎哈爾·皮爾

下列球員經由會外賽進入會內賽：
- 伊韋塔·貝內索娃
- Simona Halep
- Petra Martić
- 雅歷珊查·禾絲妮雅克

下列球員經由會外賽進入會內賽：
- 波洛娜·赫爾科格
- 凱西·德拉誇

### 賽前退出球員
下列球員會內賽賽前退出：
- 維多利亞·阿扎倫卡 (左裸傷)
- 佩特拉·克維托娃 (疾病)
- 李娜 (背傷)
- 薇拉·茲沃納列娃

### 退賽球員
下列球員從會內賽名單中退出：
- 多米尼卡·齊布爾科娃 (右腿扭傷)

下列球員從雙打會內賽名單中退出：
- 瑪麗亞·基里連科 (頸傷)

## 冠軍

### 男子單打
羅傑·費德勒 擊敗  安迪·穆雷（7–5、6–4）
- 這是費德勒今年第二座冠軍與生涯第72座冠軍。

### 女子單打
阿格涅什卡·拉德萬斯卡 擊敗  尤莉亞·戈格斯（7–5、6–4）
- 這是拉德萬斯卡生涯第八座冠軍。

### 男子雙打
馬赫什·布帕蒂 /  羅翰·波柏納 擊敗  馬利尤斯·費騰柏格 /  馬辛·麥考斯基（6–4、3–6、[10–5]）

### 女子雙打
莉澤爾·許貝爾 /  麗莎·雷蒙德 擊敗  薩尼婭·米爾扎 /  葉連娜·韋斯寧娜（6–2、6–1）

## 外部連結
- 官方網站
- 電視廣播（页面存档备份，存于）